# Garrick Theatre

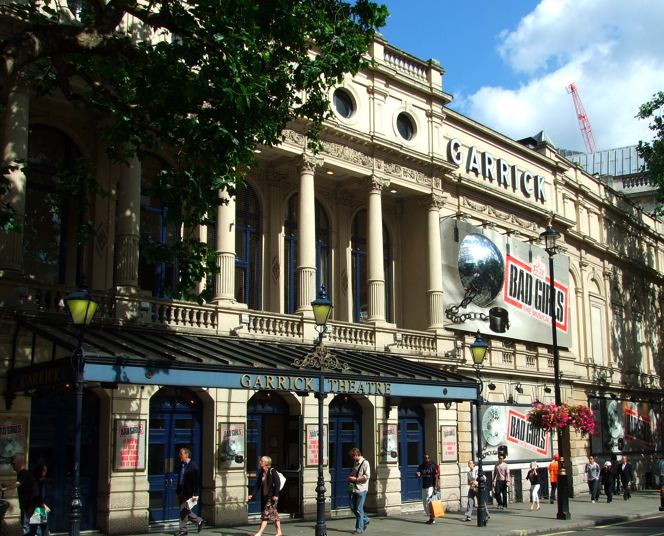

Garrick Theatre este unul din cele mai vechi și importante teatre dramatice din Londra. A fost deschis în anul 1889. Clădirea teatrului a fost construită după proiectul arhitectului Walter Emden.